# Bacqueville-en-Caux
 Bacqueville-en-Caux  es una población y comuna francesa, en la región de Alta Normandía, departamento de Sena Marítimo, en el distrito de Dieppe. Es el chef-lieu del cantón de Bacqueville-en-Caux.

## Demografía
| 1720 | 1665 | 1605 | 1707 | 1640 | 1640 | 1770 |
| Para los censos de 1962 a 1999 la población legal corresponde a la población sin duplicidades (Fuente: INSEE [Consultar]) |      |      |      |      |      |      |